# Pseudopilotrichum pentastichum
Pseudopilotrichum pentastichum là một loài Rêu trong họ Lembophyllaceae. Loài này được (Brid.) W.R. Buck & B. H. Allen mô tả khoa học đầu tiên năm 1994.